# Церква Сурб Аменапркіч (село Крим)
Церква Сурб Аменапркіч (вірм. Սուրբ Ամենափրկիչ եկեղեցի) — храм у селі Крим у Ростовській області Мясниковского району (Росія). Належить до Вірменської апостольської церкви. Будівля церкви віднесено до регіональних пам'ятників культури.
Адреса: Росія, Ростовська обл., Мясниковского район, с. Крим, вул. Мясникяна, 51.

## Історія
Церква Аменапркич (Всеспасителя) в селі Крим Мясниковского району була побудована в 1902 році.
Будівництва церкви передувало створення проекту будівництва. У 1892 році проект був наданий в Нахичевано-Бессарабську консисторію. Будівництво передбачалося вести на кошти парафіян єпархії, а також на передбачувані доходи від 200 десятин землі, які були виділені для будівництва церкви.
23 серпня 1895 року будівництво церкви Сурб Аменапркич було дозволено указом імператора Миколи II. Завершилося будівництво в 1902 році. У церкві був влаштований дерев'яний вівтар, тому священик церкви Барсег Нагапетян звернувся до парафіян за допомогу в облаштуванні вівтаря. Отримавши дозвіл від духовного начальства, він у 1902 році з допомогою парафіян побудував новий вівтар.
В 1904 році при церкві Сурб Аменапркич була заснована жіноча церковно-парафіяльна школа. У 1912-1913 роках у школі навчалося 149 учениць. Чоловіча церковно-приходська школа була заснована в 1909 році, побудована в 1910 році, в тому ж році в ній навчалися 174 учня. Школа мала бібліотеку з книжковим фондом 318 книг і існувала за рахунок доходів церкви і пожертвувань прихожан.
На початку 1930-х років за розпорядженням влади церква Аменапркич була закрита.
У роки Німецько-радянської війни богослужіння в церкві були відновлені. У січні 1960 року влади Мясниковского райради вирішили вилучити у релігійній вірмено-григоріанської громади будівлю церкви. Рішення було підтримано Ростоблвиконкомом в травні 1960 року. Причиною була мала кількість віруючих у селі. Після цього будівля церкви переобладнали під навчально-виробничі майстерні, потім тут влаштували комору.
В 1982 році на кошти колгоспу імені Лукашина у храмі почалися реставраційні роботи. В даний час церква була взята під державну охорону, будівля церкви є пам'яткою культури регіонального значення. 21 вересня 1996 року церква була освячена, у неї почалися богослужіння.

## Архітектура
Церква побудована в стилі вірменського зодчества. Вплив вірменської архітектури увствуется в ряді конструктивних особливостей храму. Будівля відрізняється чіткістю геометричного побудови. Кожної деталі зовнішнього об'єму відповідають конструктивні форми внутрішнього простору. В інтер'єрі домінує підкреслене по висоті центральне, йде вгору уступами підкупольний простір, від чого храм сприймається як просторе і урочисте спорудження.
Переважання центрально-купольного компонента над базиликальным підкреслено компактними пропорціями будівлі і перетином купольних засад.
Вівтарна апсида замінена частково висунутим відділенням з піднесеним підлогою. Виступ є і в західній половині, де були влаштовані хори, повідомлялися з другим поверхом дзвіниці.
Три широкі двері забезпечували вільний вихід віруючих.
В інтер'єрі церкви витримана наростання внутрішнього простору до центральної підкупольної частини. Це відбилося і на збільшенні висоти 16-гранного барабана купола.
Дзвіниця квадратна, по ширині значно менше середнього нефа. Примикають до дзвіниці бічні приміщення підняті на рівень кутових відділень церкви.
Зовнішнє оздоблення церкви складається з крупно профільованих архівольтов на напівколонію, що утворюють оригінальну аркатуру. Вікна мають металеві віконні решітки та глухі простінки.

## Священнослужителі
Настоятель церкви — Тер Тадеос Гайбарян.